# Jingo (roman)
Jingo är den 21:a romanen i Terry Pratchetts skivvärldenserie. Den kom ut 1997 på engelska och 2006 på svenska.

## Handling
Boken handlar om ett krig mellan Ankh-Morpork och Klatch. Tvisten gäller ön Leshp som oväntat stiger till ytan efter sekel under ytan.

## Utgåvor
- 1997 - Jingo ISBN 0-575-06540-0 (engelska)
- 2006 - Jingo : en roman om Skivvärlden ISBN 978-91-32-33268-5 (svenska)